# Дітлев Готард Монрад
Дітлев Готард Монрад (24 листопада 1811 — 28 березня 1887) — данський політик і єпископ Лолланн-Фальстера.

## Життєпис
Був одним із піонерів конституційного процесу в Данії після 1848 року. Як голова Ради (1863–1864) був лідером держави на ранній стадії Другої війни за Шлезвіг проти Німецького союзу на чолі з Отто фон Бісмарком, яка завершилась Віденським миром.
Після тієї війни через депресію та розчарування Монрад виїхав до Нової Зеландії. Разом зі своєю родиною він вирощував корів та вівці у передмісті Палмерстон-Норта. Надавав допомогу багатьом данським іммігрантам знайти землю та оселитись у Новій Зеландії.
Просування його справи порушили повстання маорі. Монрад був змушений сховати свої речі та вирушити до Веллінгтона, а 1869 — повернутись до Данії. Його сини згодом повернулись і стали фермерами у Новій Зеландії.
Перед виїздом до Європи він подарував свою коштовну колекцію ескізів і гравюр таких майстрів як Рембрандт, Рубенс, Дюрер і ван Дейк, уряду Нової Зеландії. Нині вони є частиною експозиції в Національному музеї Те Папа Тонгарева.